# Sinclair Island Conservation Park
Sinclair Island Conservation Park är en park i Australien. Den ligger i delstaten South Australia, omkring 610 kilometer nordväst om delstatshuvudstaden Adelaide.
Trakten är glest befolkad. Det finns inga samhällen i närheten.
Stäppklimat råder i trakten. Genomsnittlig årsnederbörd är 329 millimeter. Den regnigaste månaden är maj, med i genomsnitt 64 mm nederbörd, och den torraste är oktober, med 6 mm nederbörd.